# Ctenophora perjocosa
Ctenophora perjocosa är en tvåvingeart som beskrevs av Alexander 1940. Ctenophora perjocosa ingår i släktet Ctenophora och familjen storharkrankar. Inga underarter finns listade i Catalogue of Life.